# 1065 Avenue of the Americas
1065 Avenue of the Americas alternativt Dime Savings Bank Building är en skyskrapa som ligger utmed gatan Avenue of the Americas/Sixth Avenue på Manhattan i New York, New York i USA.
Byggnaden uppfördes mellan 1955 och 1957 som en fastighet för kontorsverksamhet. Den är 137,47 meter hög och har 38 våningar.